# Сидар Парк (Тексас)
Сидар Парк (енгл. Cedar Park) град је у америчкој савезној држави Тексас. По попису становништва из 2010. у њему је живело 48.937 становника.

## Демографија
Према попису становништва из 2010. у граду је живело 48.937 становника, што је 22.888 (87,9%) становника више него 2000. године.
| Група             | 2000.          | 2010.          |
| Белци             | 20.584 (79,0%) | 33.909 (69,3%) |
| Афроамериканци    | 865 (3,3%)     | 2.102 (4,3%)   |
| Азијати           | 679 (2,6%)     | 2.483 (5,1%)   |
| Хиспаноамериканци | 3.516 (13,5%)  | 9.279 (19,0%)  |
| Укупно            | 26.049         | 48.937         |